# 仲雷
仲雷（？年—），安徽蚌埠人，国家杰出青年科学基金获得者，中国科学技术大学教授。

## 生平
2001年本科毕业于安徽师范大学，2004年于安徽师范大学获硕士学位，2008年于中国科学院青藏高原研究所获博士学位，随后留所继续做博士后研究。2010年入职中国科学技术大学，现任中国科学技术大学地球和空间科学学院教授、博士生导师。

## 学术贡献
主要从事青藏高原地气相互作用、卫星遥感应用和大气边界层观测试验方面的研究工作。主持国家杰出青年科学基金、国家优秀青年科学基金等科研项目多项，发表学术论文80余篇。曾获安徽省自然科学优秀学术论文二等奖、西藏自治区科学技术奖一等奖等奖励。

## 社会兼职
国际数字地球学会数字水圈专委会委员，中国科学探险协会理事，西藏珠穆朗玛特殊大气过程与环境变化国家野外科学观测研究站学术委员会委员，那曲高寒气候环境西藏自治区野外科学观测研究站学术委员会委员。